# Площадь Конституции (Монтевидео)
Площадь Конституции (исп. Plaza Constitución), также известная как площадь Матриз, — старейшая площадь в Монтевидео. Расположена между улицами Саранди, Итусаинго, Ринкон и Хуан Карлос Гомес, на территории района Сьюдад-Вьеха, с которого началось развитие города.
С момента основания города в 1726 году это была его главная площадь и основное место проведения военных и гражданских торжеств, а также корриды, однако она потеряла этот статус после обретения Уругваем независимости в 1825 году.
В 1740 году здесь стояла небольшая кирпичная церковь, на месте которой в 1790—1804 годах возвели главный Кафедральный собор Монтевидео.
Свое название площадь получила в честь первой конституции Уругвая, приведение к присяге которой прошло на этом месте 18 июля 1830 года.
В 1871 году в центре площади был открыт первый общественный фонтан в городе.
Также здесь расположено Кабильдо Монтевидео, бывшее здание парламента.